# Kreuther Forst
Kreuther Forst är ett kommunfritt område i Landkreis Regensburg i Regierungsbezirk Oberpfalz i förbundslandet Bayern i Tyskland.